# Man Chong
Man Chong (满宠; † 242) war ein Offizier des chinesischen Warlords Cao Cao zur Zeit der Drei Reiche im alten China.
Er diente Cao Cao als Berater, wurde Gouverneur von Runan (汝南) und half Cao Ren bei der Schlacht von Fancheng (樊, heute ein Bezirk von Xiangyang, Hubei) gegen Guan Yu (219).